# أرياتي
بلدية الرِّيَاض أو (نقحرة: أرياتي) (بالإسبانية: Arriate) هي بلدية تقع في مقاطعة مالقة التابعة لمنطقة أندلسية جنوب إسبانيا.

## الديموغرافيا
بلغ عدد سكان بلدية الرِّيَاض 4.162 نسمة عام 2011 (وفقاً للمعهد الوطني الإسباني للإحصاء).
| 3.430 | 3.436 | 3.477 | 3.860 | 3.971 | 4.136 | 4.162 |